# Situation Hot
Situation Hot e o Segundo Trabalho de Arabian Prince,Primeramente Quanto ele larga a Orpheus Music e o Selo Capitol Records e assina com a Macola Records com o selo Comptown Records,ele lança o seu album que estava sendo projetado antes do Brother Arab porem como ele tinha que produzir o Bobby Jimmy & the Critters e outros rappers da Macola ele larga o trabalho logo ele ressucita o trabalho em 1990,assim o lançado em 1990 para Fita Cassete e em 1998 a Street Dance Records o Re-Lança para o formado CD com o nome de Greatest Hits a humores que esse seja o Album mais comercializado do rapper.http://www.discogs.com/Arabian-Prince-Situation-Hot/release/242515

## Faixas de 1990
- Strange Life (1984) - 6:53 (Arabian Prince)
- It Ain't Tough (1984) - 6:05 (Arabian Prince)
- Innovative Life (1985) - 5:53 (Arabian Prince & Dr.Dre)
- Professor-X (Saga) (1989) - 4:23 (Arabian Prince,The Unknown DJ & Professor-X The Overseer)
- Situation Hot (1986) - 4:34 (Arabian Prince & Buckwheat)
- Take You Home,Girl (1985) - 8:18 (Arabian Prince)
- Innovator (1985) - 4:54 (Arabian Prince & Dr.Dre)
- Let's Hit the Beach (1985) - 5:19 (Arabian Prince,The Unknown DJ & Bobby Jimmy)

## Faixas de 1998
- It Ain't Tough (1984) - 6:05 (Arabian Prince)
- Innovative Life (1985) - 5:53 (Arabian Prince & Dr.Dre)
- Professor-X (Saga) (1989) - 4:23 (Arabian Prince,The Unknown DJ & Professor-X The Overseer)
- Situation Hot (1986) - 4:37 (Arabian Prince & Buckwheat)
- Panic Zone (1987) - 3:32 (Arabian Prince & N.W.A)
- Strange Life (1984) - 6:53 (Arabian Prince)
- Take You Home,Girl (1985) - 8:18 (Arabian Prince)
- Innovator (1985) - 4:54 (Arabian Prince & Dr.Dre)
- Let's Hit the Beach (1985) - 5:19 (Arabian Prince,The Unknown DJ & Bobby Jimmy)
- Let's Jam (1985) - 5:37 (The Unknown DJ & Arabian Prince)